# بوب موسى (لاعب دوري الرغبي)
بوب موسى (بالإنجليزية: Bob Moses)‏ هو لاعب دوري الرغبي أسترالي، ولد في 26 يوليو 1940 في نيوكاسل في أستراليا، وتوفي في 2017.